# Vicki Sue Robinson
Vicki Sue Robinson (New York, 31 maggio 1954 – Wilton, 27 aprile 2000) è stata un'attrice e cantante statunitense, principalmente nota per il suo brano disco Turn the Beat Around del 1976.

## Biografia
Nacque ad Harlem dall'attore shakespeariano afroamericano Bill Robinson e dalla moglie europea-americana Marianne, una cantante folk. Trascorse a Filadelfia buona parte della sua prima infanzia, trasferendosi di nuovo a New York con la famiglia all'età di 10 anni.
Si esibì in pubblico per la prima volta nel 1960, a sei anni, quando accompagnò la madre sul palco del Philadelphia Folk Festival. Dieci anni dopo, all'età di 16 anni, mentre era una studentessa della New Lincoln School, fece il suo debutto professionale entrando a far parte del cast del musical Hair a Broadway. In seguito, passò ad una nuova produzione di Broadway, Soonon, il cui cast comprendeva Peter Allen, Barry Bostwick, Nell Carter e Richard Gere. Nel 1973 prese quindi parte alla produzione del musical Jesus Christ Superstar.
La sua carriera di cantante iniziò invece come voce di sottofondo nell'album Something/Anything? di Todd Rundgren, uscito nel 1972. Quattro anni più tardi, nel 1976, pubblicò la sua principale hit: Turn the Beat Around, che raggiunse la vetta della classifica settimanale dance statunitense e le valse una nomination al Grammy Award alla miglior interpretazione vocale femminile pop dell'anno successivo. Il brano è stato quindi oggetto di cover da parte di Laura Branigan e Gloria Estefan.
Il 27 aprile 2000, pochi giorni dopo l'uscita dell'ultimo film in cui è presente (Red Lipstick), Robinson è morta di cancro nella sua casa di Wilton, Connecticut.

## Discografia

### Album in studio
- 1976 - Never Gonna Let You Go (RCA Records)
- 1976 - Vicki Sue Robinson (RCA Records)
- 1978 - Half & Half (RCA Records)
- 1979 - Movin' On (RCA Records)

## Filmografia
- 1971 - Allucinante notte per un delitto
- 1972 - To Find A Man
- 1979 - Gangsters
- 1997 - Unauthorized Biography: Milo, Death Of A Supermodel
- 2000 - Red Lipstick

## Teatro
- 1970 - Hair
- 1971 - Soon
- 1971 - Long Time Coming, Long Time Gone
- 1972 - Voices From The Third World
- 1973 - Jesus Christ Superstar
- 1999 - Vicki Sue Robinson: Behind The Beat